# Pedra Azul
Pedra Azul é um município brasileiro localizado no nordeste do estado de Minas Gerais, na região do vale do rio Jequitinhonha. Sua população recenseada em 2022 era de 24 410 habitantes. Com uma cultura bem diversificada e interiorana que atrai muitos turistas.

## História
O português Manuel José Botelho foi o fundador da fazenda Pau d'Óleo em 1833, originando o primeiro povoamento no município, embora em 1730, o coronel português Quaresma Delgado, atravessando o Norte de Minas, tenha dado conta da existência de uma venda na área do atual município de Pedra Azul. A seguir, o povoado que surgiu nas redondezas recebeu o nome de Nossa Senhora da Conceição da Boca da Caatinga, sendo este o primeiro nome de Pedra Azul. O início do povoamento se deu ao fato de no ano de 1833 ter ocorrido uma grande queimada que durou cerca de 60 dias, dando aquele ano o nome de "Ano da Fumaça". A queimada abriu grandes clareiras na mata, o que possibilitou aos fazendeiros iniciarem a instalação de fazendas naquela região. O primeiro nome do povoado também se deve a esta queimada pois faz alusão ao surgimento da caatinga nos lugares queimados, onde antes existira a mata atlântica.
Devido a influência de seus moradores, em 1880 o povoado foi elevado a distrito de Caatingas e em 1891 foi criado o conselho distrital de Caatingas que por sua vez, em 1892, mudou o nome para distrito de Fortaleza devido aos paredões que cercam a cidade.
Naquela época, a pecuária se destacava na economia sendo comum o comerciante Teopompo de Almeida conduzir cerca de 20000 cabeças de vaca, fazendo com que ficasse conhecido como "Rei da Boiada" em cidades como Uberaba, Vitória da Conquista, Itabuna, Feira de Santana e outras.
Posteriormente, já com a implantação do sistema republicano no país, o alferes Cassiano dos Reis, primeiro presidente do Conselho de Caatinga, diligencia para que esse nome seja mudado para Fortaleza.
Em 1 de junho de 1912, houve a elevação do distrito de Fortaleza a município, e em 1943 o nome da cidade foi mudado para Pedra Azul. O novo nome foi sugerido pelo pedrazulense e imortal da Academia Mineira de Letras Nelson de Faria.

### A descoberta das águas marinhas
Em 1927, uma descoberta alterou os rumos da cidade, pois nesse ano foi descoberto um bamburro de águas marinhas na fazenda Laranjeira de propriedade do empresário e político João de Almeida (político de Minas Gerais), pelo funcionário Lourenço da Santa Rosa, contratado para abrir trincheiras.
O bamburro de águas marinhas tornou João de Almeida um dos homens mais ricos do Brasil, pois em seu auge, chegou a ter mais de 300 homens trabalhando diuturnamente e extrair durante os primeiros cinco anos mil quilos da pedra preciosa, o que nos valores atuais equivaleria a R$ 80.000.000,00 (oitenta milhões de reais).
João de Almeida, então, construiu o Ginásio Pedra Azul – GPA, instituição de ensino para onde se dirigiam os estudantes do Norte e Leste de Minas Gerais e Sul da Bahia para concluírem o ensino médio, sendo considerada durante duas décadas a melhor instituição de ensino da região.
Em 1942, impulsionou as obras de construção da Igreja Matriz da cidade, iniciadas em 1933 e concluídas na década de 60, sendo a obra uma novidade na época devido a sua magnitude. Impulsionou a construção do Hospital Ester Faria de Almeida – HEFA, inaugurado em 1937. Construiu também, quarteirões de pontos comerciais e se elegeu deputado por três vezes.
Pedra Dom Pedro
A Pedra Dom Pedro é a maior pedra de água-marinha encontrada no mundo, foi encontrada em Pedra Azul na década de 1980, pesando 45 quilos e foi para a Alemanha em 1992, sendo esculpida em forma de obelisco pelo artista Bernd Münsteiner. O obelisco possui 35 cm de altura e pesa cerca de 2 quilos. Encontra-se em exibição permanente no museu de história natural Smithsonian, em Washington e estima-se que atrairá tantos visitantes quanto a joia mais famosa do seu acervo, o diamante Hope, encontrado na Índia.

## Geografia
Clima
Segundo dados do Instituto Nacional de Meteorologia (INMET), referentes ao período de 1931 a 1959 e a partir de 1972, a menor temperatura registrada em Pedra Azul foi de 5,6 °C em 11 de agosto de 1994 e a maior atingiu 38,6 °C em 18 de outubro de 1932, seguido por 38 °C em 15 de março de 2009. O maior acumulado de precipitação em 24 horas chegou a 134,2 mm em 27 de dezembro de 2021, sendo o recorde anterior de 132,8 mm em 2 de janeiro de 2002. Outros grandes acumulados iguais ou superiores a 100 mm foram 123,6 mm em 8 de dezembro de 2005, 122,2 mm em 24 de março de 2015, 114 mm em 4 de dezembro de 1998, 108 mm em 8 de dezembro de 2019, 102,8 mm em 7 de dezembro de 2021 e 101,5 mm em 5 de janeiro de 1983.
| Dados climatológicos para Pedra Azul | Dados climatológicos para Pedra Azul | Dados climatológicos para Pedra Azul | Dados climatológicos para Pedra Azul | Dados climatológicos para Pedra Azul | Dados climatológicos para Pedra Azul | Dados climatológicos para Pedra Azul | Dados climatológicos para Pedra Azul | Dados climatológicos para Pedra Azul | Dados climatológicos para Pedra Azul | Dados climatológicos para Pedra Azul | Dados climatológicos para Pedra Azul | Dados climatológicos para Pedra Azul | Dados climatológicos para Pedra Azul |
| Mês | Jan                                  | Fev                                  | Mar                                  | Abr                                  | Mai                                  | Jun                                  | Jul                                  | Ago                                  | Set                                  | Out                                  | Nov                                  | Dez                                  | Ano                                  |
| --- | ------------------------------------ | ------------------------------------ | ------------------------------------ | ------------------------------------ | ------------------------------------ | ------------------------------------ | ------------------------------------ | ------------------------------------ | ------------------------------------ | ------------------------------------ | ------------------------------------ | ------------------------------------ | ------------------------------------ |
| Temperatura máxima recorde (°C) | 37,1                                 | 37,5                                 | 38                                   | 36,1                                 | 35,5                                 | 33,7                                 | 33,1                                 | 36                                   | 37,9                                 | 38,6                                 | 37,8                                 | 37,4                                 | 38,6                                 |
| Temperatura máxima média (°C) | 30,2                                 | 31,1                                 | 30,3                                 | 28,8                                 | 27,4                                 | 26                                   | 25,5                                 | 26,3                                 | 28,1                                 | 29,6                                 | 29,3                                 | 29,8                                 | 28,5                                 |
| Temperatura média compensada (°C) | 24,3                                 | 24,7                                 | 24,2                                 | 23,2                                 | 21,5                                 | 20                                   | 19,4                                 | 20                                   | 21,8                                 | 23,3                                 | 23,5                                 | 23,9                                 | 22,5                                 |
| Temperatura mínima média (°C) | 19,8                                 | 19,9                                 | 19,8                                 | 19,9                                 | 16,9                                 | 15,2                                 | 14,6                                 | 15                                   | 16,8                                 | 18,1                                 | 19                                   | 19,5                                 | 17,8                                 |
| Temperatura mínima recorde (°C) | 12,6                                 | 11,8                                 | 10,1                                 | 10                                   | 6,8                                  | 6,3                                  | 6,8                                  | 5,6                                  | 7,4                                  | 10,6                                 | 11,8                                 | 13,7                                 | 5,6                                  |
| Precipitação (mm) | 118,5                                | 66,7                                 | 127                                  | 52,5                                 | 29,1                                 | 13,6                                 | 13,8                                 | 10,5                                 | 13,1                                 | 51,9                                 | 180,2                                | 171,7                                | 848,6                                |
| Umidade relativa compensada (%) | -                                    | 69,6                                 | 72,7                                 | 74,8                                 | 75,6                                 | 75,7                                 | 74,1                                 | 69,3                                 | 65,1                                 | 65,2                                 | 72,8                                 | 72,9                                 | -                                    |
| Insolação (h) | 223,2                                | 224,7                                | 223,7                                | 200,7                                | 193,4                                | 177,9                                | 195,3                                | 219,2                                | 220,3                                | 217                                  | 162,6                                | 195,4                                | 2 453,4                              |
| Fonte: INMET (precipitação, umidade e horas de sol: normal climatológica de 1991-2020; temperatura: normal de 1981-2010; recordes de temperatura: 1931-1959 e 1972-presente) |                                      |                                      |                                      |                                      |                                      |                                      |                                      |                                      |                                      |                                      |                                      |                                      |                                      |

## Política
Ricardo Mendes Pinto (DEM) foi prefeito de Pedra Azul durante 11 anos, assumiu o comando de Pedra Azul pela primeira vez de 1998 a 2000, com a morte do então prefeito. Foi condenado por ter desviado recursos do município em seu primeiro mandato para bancar sua campanha e a de vereadores; além da pena de prisão, teve que pagar multa de R$ 67.800 a 10 instituições da cidade.  Sua condenação foi publicada em 2007, sete anos depois de ele ter deixado a prefeitura, finalmente em 2013 a sentença foi definitiva, sem possibilidade de recurso. Enquanto o processo corria na Justiça, voltou à prefeitura em 2009 e saiu em 2012.

## Rodovias
- BR-116
- BR-251
- MG-105
- MG-406
- MG-610

## Cultura
Uma cultura bem interiorana, andando pela cidade pode achar casinhas bem antigas e casarões magníficos, várias casas possuem forno de lenha e fogão a lenha, pessoas humildes e muito atenciosas. Famosa também pelo Boi de Janeiro - ou Maria Tereza e Boi de Janeiro - uma atração que acontece nos primeiros 6 dias do ano, em que pessoas montam uma boneca (Maria Tereza) muito grande e um boi, e "entram" em baixo da boneca, saem pela cidade cantando e tocando músicas regionais, com tambores e flautas. Muitas pessoas saem atrás do boi, até o encontro de todos na Praça do Varandal.

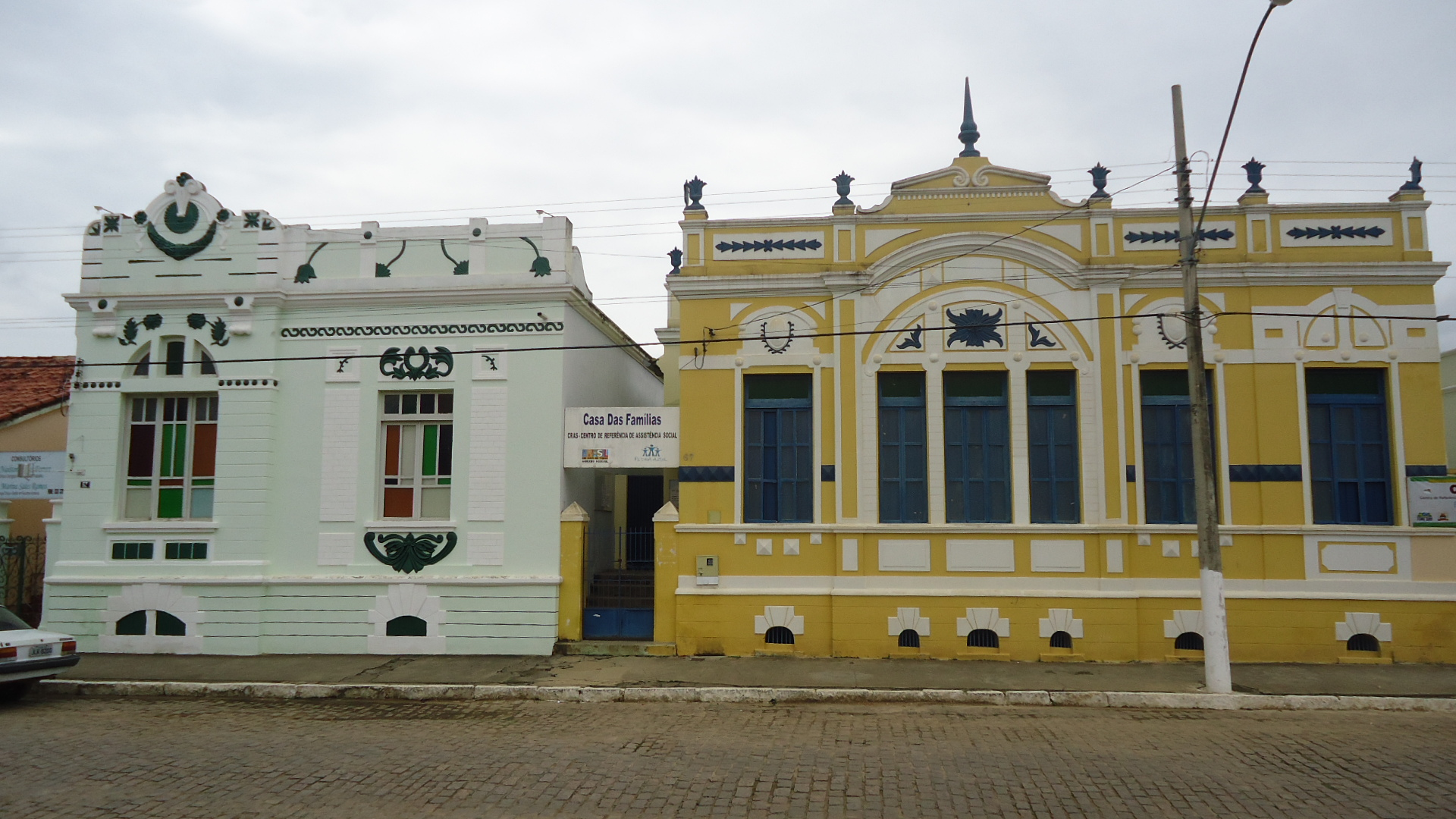
Centro histórico

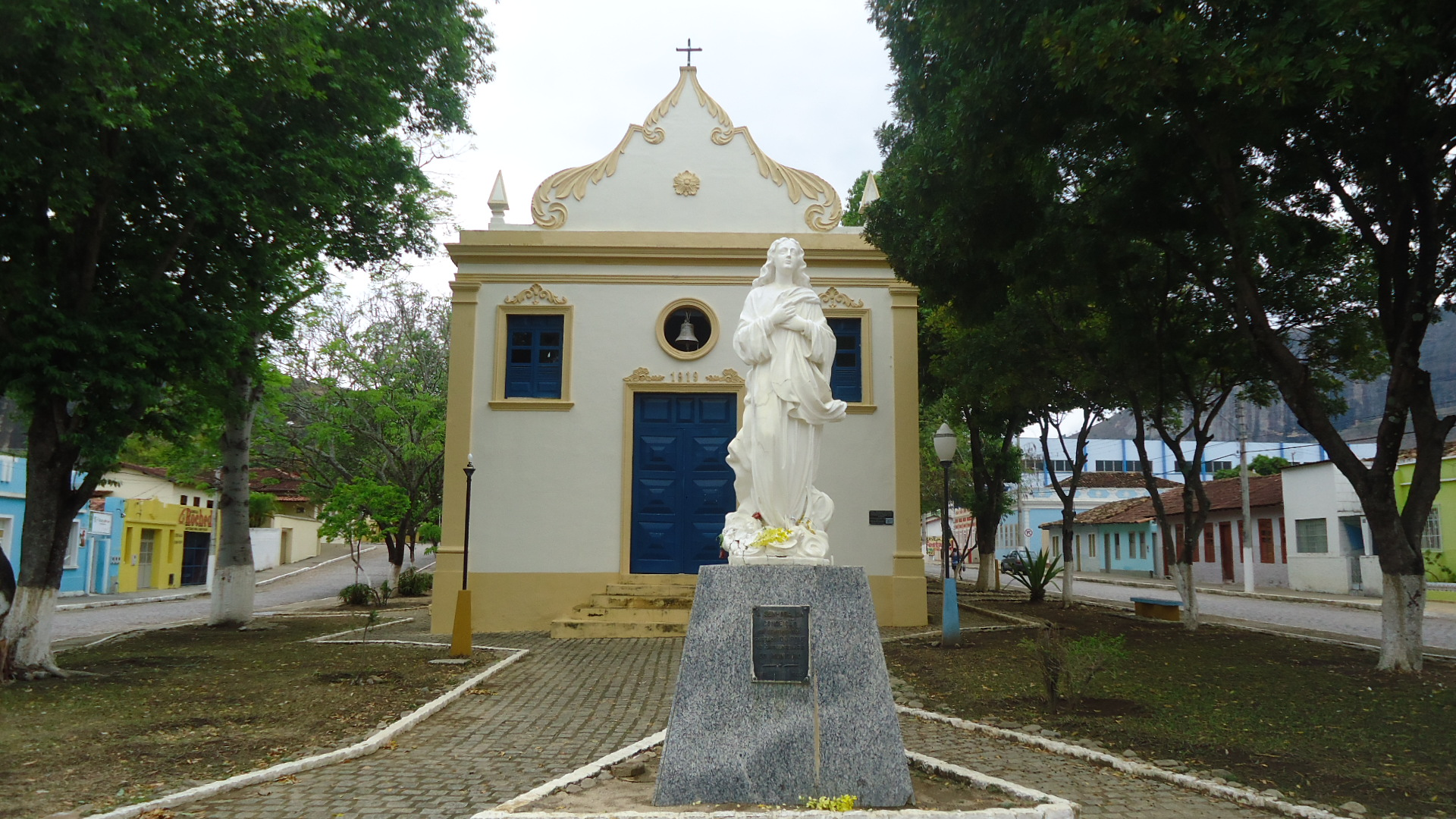
Igrejinha do Santuário

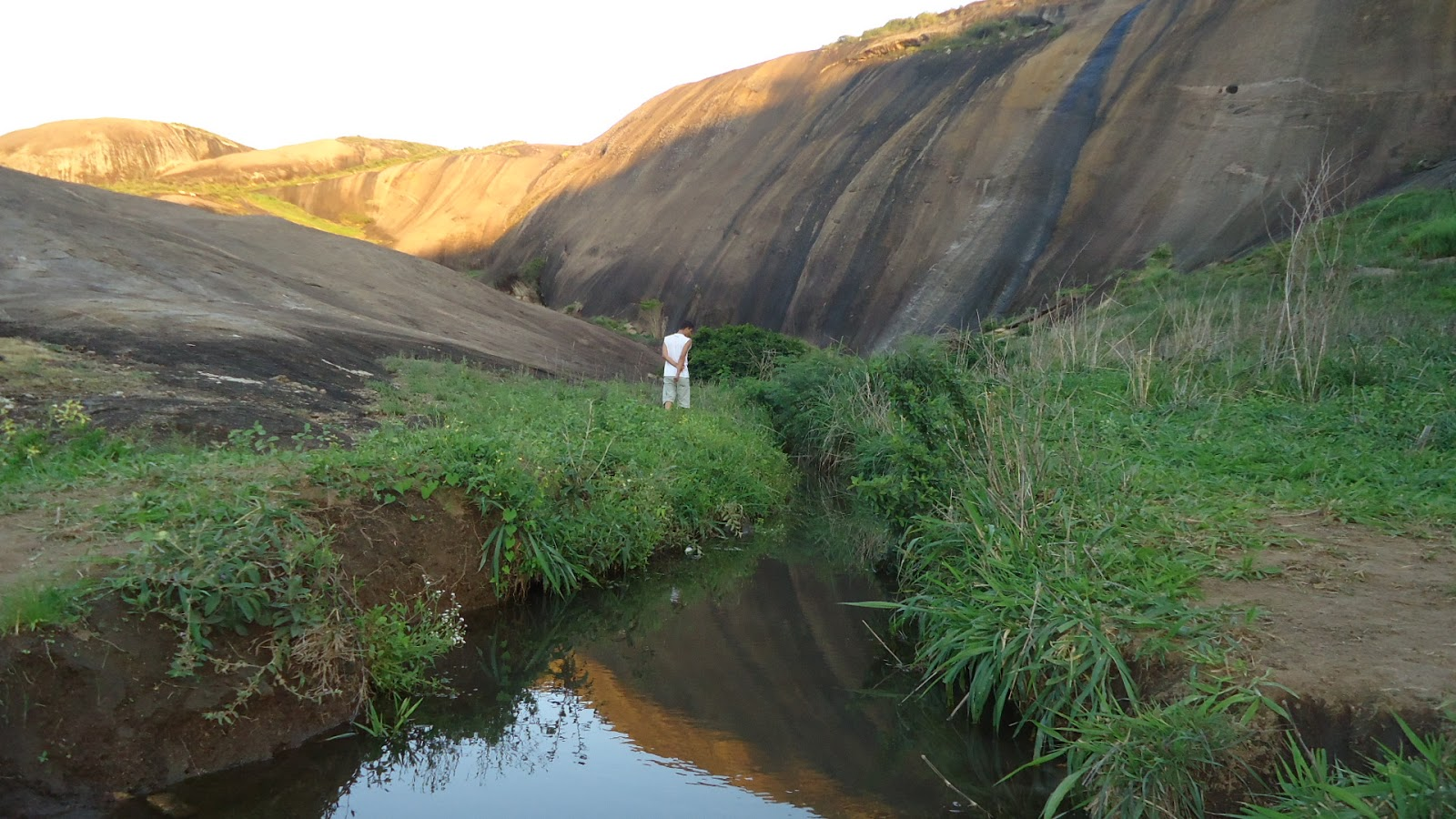
Pedra da Rocinha

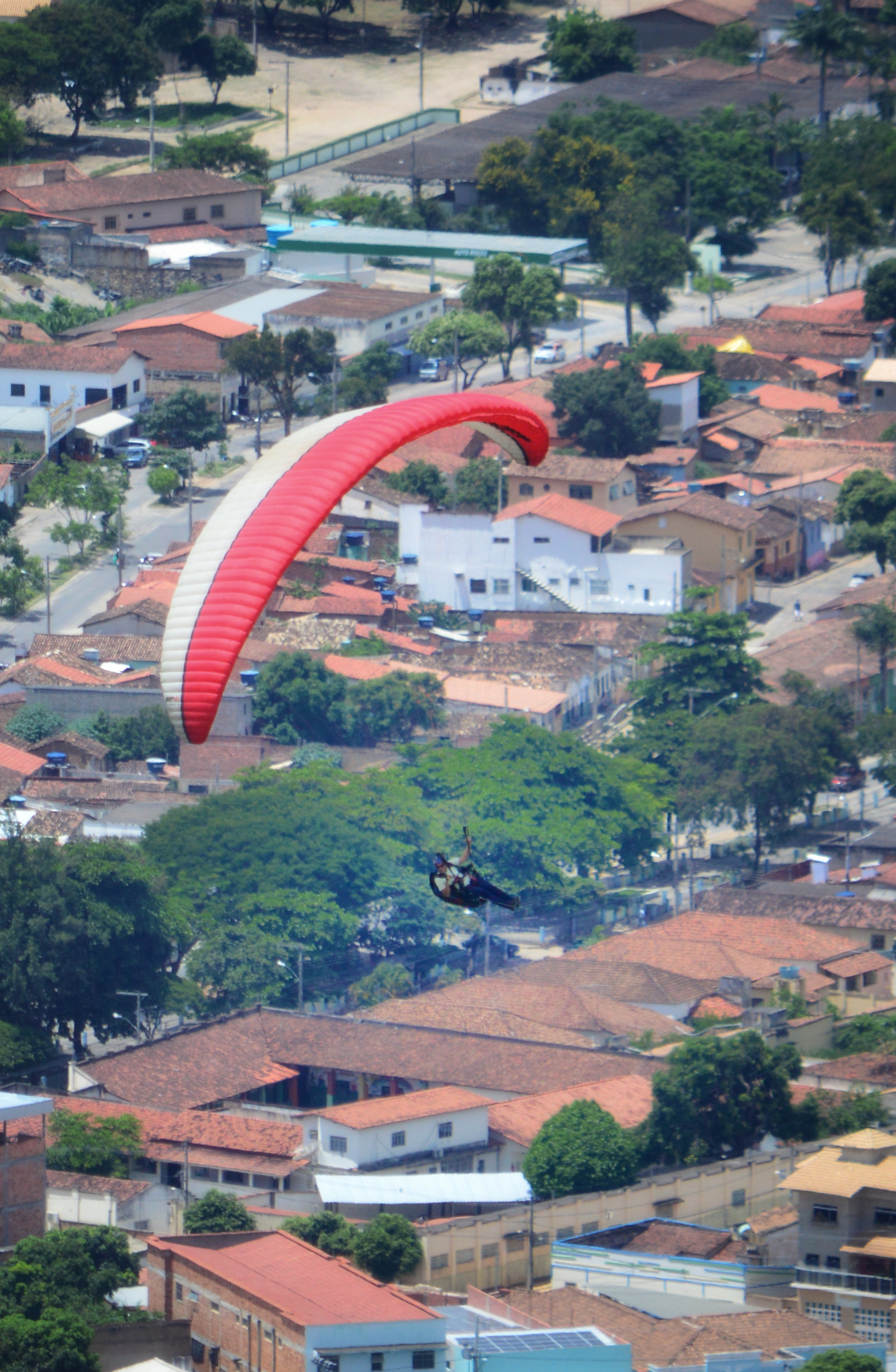

### Turismo
Pedra Azul é uma cidade turística, inscrita no site Descubra Minas. Entre os atrativos turísticos se encontra seu acervo arquitetônico urbano, Rampas para voo livre (asa delta e parapente), escalada e rapel nas montanhas rochosas Pedra Cabeça Torta, Pedra Forno de Bolo, Pedra da Conceição, Pedra da Montanha, Pedra da Rocinha e Toca dos Caboclos.
Acervo arquitetônico urbano
A cidade possui um centro histórico tombado em sua totalidade pelo Patrimônio Histórico. As construções são em estilo eclético datadas nas primeiras décadas do século XX. Entre as construções, na praça, existe a ogrejinha do santuário com uma escultura de Nossa Senhora. 
Pedra Cabeça Torta
Segundo historiadores nessa pedra encontra-se um cemitério de índios.
Pedra Forno de Bolo
Considerado o ponto mais alto da cidade, pode ser vista da cidade apesar de estar a mais de 10 km de distância.
Pedra da Conceição
Considerada símbolo da cidade, esta pedra oferece uma vista vasta, tanto da cidade como dos aglomerados rochosos vizinhos, é também nessa pedra que situam se as rampas para a pratica de voo livre e vias de rapel, Para ter acesso ao topo, é necessário subir uma escadaria com 575 (quinhentos e setenta e cinco) degraus.
Pedra da Montanha
Possui uma ampla vista da cidade e das outras pedras ao redor, também tem existe um monumento em homenagem à padroeira da cidade. É uma das mais fáceis de ser escalada, por não ser tão íngreme em alguns pontos.
Pedra da Rocinha e Toca dos Caboclos
Este local tem fácil acesso e escalada média tendo apenas um ponto ingreme  ali também existe a Toca dos Caboclos onde segundo registros foi morada de índio e que possui pinturas rupestres.

## Cidadãos notórios
Políticos
- Antero de Lucena Ruas
- Ataliba Mendes de Oliveira
- Clemente Faria
- João de Almeida

Cantores e compositores
- Murilo Antunes
- Paulinho Pedra Azul
- Saulo Laranjeira

Outros
- Sálvio de Figueiredo Teixeira